# Mifi
Mifi ist ein Département] der Region Ouest in Kamerun.
Auf einer Fläche von 402 km² leben nach der Volkszählung 2001 290.758 Einwohner. Die Hauptstadt ist Bafoussam.

## Gemeinden
- Bafoussam
- Bamougoum
- Lafé-Baleng